# Észak-London

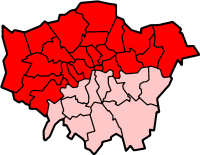
Észak-London legszéleseb értelmezése, melyben a Temzétől északra lévő összes terület és teljes Richmond beletartozik

Észak-London London északi része. Más-más szempontból eltérő definíciói léteznek a területnek.

## A Temze alapú felosztás
Legbővebb értelmezésében Észak–London Nagy-Londonnak a Temzétől északra fekvő része. Ebbe a legtöbb történelmi terület beletartozik, mint a City, az East End és a West End. A londoni metróhálózat nagy része is ezen a területen halad. Ide tartozik a City és a következő kerületek: Barking and Dagenham, Barnet, Brent, Camden, Ealing, Enfield, Hackney, Hammersmith and Fulham, Haringey, Harrow, Havering, Hillingdon, Hounslow, Islington, Kensington and Chelsea, Newham, Redbridge, Tower Hamlets, Waltham Forest, és Westminster. Ezt a definíciót használja az Angliai Határbizottság. Richmond upon Thames átnyúlik a Temze déli oldalára is. A határbizottság az egész kerületet Dél-London részének tekinti. 1965-ben Camden, Hackney, Hammersmith and Fulham, Islington, Kensington and Chelsea, Tower Hamlets és Westminster belső-londoni, míg Barking and Dagenham, Barnet, Brent, Ealing, Enfield, Haringey, Harrow, Havering, Hillingdon, Hounslow,  Newham, Redbridge and Waltham Forest külső-londoni kerületek lettek.

## Szubrégió
A London Terv tekintetében az észak-londoni szubrégióhoz Barnet, Enfield, Haringey és Waltham Forest tartozik.. 2001-ben ennek a területnek a lakossága 1 042 000 fő volt. Ezt a definíciót a Connexionshoz hasonló ügynökségek alkalmazzák.

## Hétköznapi szóhasználatban
A hivatalos definícióktól eltekintve általában Észak-London általában a Közép-Londontól északra fekvő területeket jelenti. Ez a definíció részben lefedi a nem hivatalos Közép-, Kelet-, Északkelet-, Északnyugat- és Nyugat-London egyes részeit is. Ezekbe a világosan elhatárolható területek az északi és az északnyugati postai területekre esnek. A következő kerületek tartoznak részben vagy egészben ebbe a régióba: 
| London kerületei | London kerületei | Postakódok    | Charing Cross-tól | szubrégió | londoni tanácsi választókerület |
| ---------------- | ---------------- | ------------- | ----------------- | --------- | ------------------------------- |
|                  | Barnet           | EN, HA, N, NW | északnyugat       | Észak     | Barnet and Camden               |
|                  | Brent            | HA, NW, W     | északkelet        | West      | Brent and Harrow                |
|                  | Camden           | EC, WC, N, NW | észak             | Középső   | Barnet and Camden               |
|                  | Enfield          | EN, N         | észak, északkelet | Észak     | Enfield and Haringey            |
|                  | Hackney          | E, EC, N      | északkelet        | Kelet     | North East                      |
|                  | Haringey         | N             | észak, északkelet | Észak     | Enfield and Haringey            |
|                  | Harrow           | HA            | északnyugat       | Nyugat    | Brent and Harrow                |
|                  | Islington        | EC, WC, N     | észak             | Középső   | North East                      |
|                  | Waltham Forest   | E, IG         | északkelet        | Észak     | North East                      |

## Kapcsolódó szervezetek, épületek
- Északi-londoni Központi Mecset
- North London derby
- North London Collegiate School
- North London Lions
- North London Line
- Észak-londoni vasút
- University of North London